# 충청남도 종합건설사업소
충청남도 건설본부(忠淸南道 綜合建設事業所)는 충청남도 관급 공사 관리 등의 사무를 관장하기 위하여 충청남도청 산하에 설치된 사업소이다.
사업소장은 지방서기관이나 지방기술서기관으로 보한다.

## 연혁
- 1927년 5월: 충청남도 토목관구사무소 설치
- 1972년 12월: 충청남도 중기사업소로 변경
- 1982년 3월: 충청남도 도로관리사업소로 변경
- 1996년 1월: 충청남도 종합건설사업소로 변경
- 2022년 12월 31일: 충청남도 건설본부로 변경

## 조직
본부장
- 행정관리과
- 도로건설과
- 공공건축과
- 시설유지관리과
- 하천개발과
- 동부사무소
- 서부사무소